# Ranah Karya
Ranah Karya is een bestuurslaag in het regentschap Muko-Muko van de provincie Bengkulu, Indonesië. Ranah Karya telt 1573 inwoners (volkstelling 2010).